# Catarhoe fumaria
Catarhoe fumaria är en fjärilsart som beskrevs av Herrich-Schäffer 1848. Catarhoe fumaria ingår i släktet Catarhoe och familjen mätare. Inga underarter finns listade i Catalogue of Life.